# Карлито Роша
Карлос Мартинс да Роша (порт.-браз. Carlos Martins da Rocha; 11 ноября 1894, Петрополис — 12 марта 1981, Рио-де-Жанейро), более известный под именем Карлито Роша (порт.-браз. Carlito Rocha) — бразильский футболист и тренер.

## Карьера
Карлито Роша родился в обеспеченной семье юриста и торговца Жозе Мартинса да Роши и его жены Ортенсии. Они жили в муниципалитете Петрополис, где пользовались большим авторитетом, в частности Жозе стал там работать администратором одного из крупнейших производств — текстильной фабрики Nossa Senhora das Vitórias. Карлито с ранних лет начал заниматься спортом, в частности греблей и водном поло в клубе «Гуанабара». Позже он стал отдавать предпочтение футболу и с 1912 года выступал за клуб «Ботафого», в том же году выиграв Чемпион штата. Он играл на разных позициях, в обороне, атаке, несколько раз выходил на поле в качестве вратаря команды. 7 июля 1918 года Карлито, у которого была температура, вышел на поле в матче с «Американо» (2:2); по другой версии это был матч с клубом «Сан-Кристован» (3:2). После игры у него диагностировали пневомонию. Позже из-за этой болезни Карлито впал в кому, из-за чего возникла возможность кончины футболиста. Но позже выздоровел и вернулся в футбол. Но в 1919 году, по советам врачей, которые предполагали рецидив пневомонии, он решил завершить игровую карьеру.
В январе 1920 года совет директоров «Ботафого» утвердил Карлито в качестве партнёра клуба и бенефициара. Он оставался в клубе и был руководителем так называемых технических комиссий, которые исполняли роль тренерского штаба клуба в 1922, 1925, 1926 и 1927 годах. В 1934 году он стал главным тренером сборной Бразилии, куда был спешно вызван для матча со сборной Аргентины/ Позже Карлито несколько раз уже единолично тренировал «Ботафого», с которой в 1935 году выиграл титул чемпиона штата. Он же был тренером команды, когда был открыт стадион клуба Генерал Севериану.
В 1940-х он работал в федерации футбола Рио-да-Жанейро, после чего возвратился в «Ботафого». В 1946 году игрок клуба Макаэ нашёл на улице щенка и взял его на матч. Клуб выиграл ту встречу со счётом 10:0 у «Бонсусессо», а щенок, выбежавший в один из моментов на поле, якобы помешал форварду соперника забить гол. Карлито, будучи чрезвычайно суеверным человеком, воспринял это как знак. Вследствие чего сделал эту собаку, названную Бириба, символом клуба, что впоследствии привело к тому, что собаки стали маскотами «Ботафого». С 1948 по 1951 год Карлито работал президентом клуба. И в его президентство родилась команда, которую позже прозвали «Экспресс Витория», выигравшая титул чемпиона штата впервые с 1935 года, когда он сам тренировал клуб. Карлито также был активным сторонником приезда в Бразилию английских клубов для проведения матчей. Он организовал 4 таких встречи, ни в одном из которых «Ботафого» не проиграл. После ухода с президентского кресла Карлито сохранил влияние в клубе. В частности, после наступления финансовых проблем у «Ботафого» в середины 1970-х годов, он был лидером группы, которая отстаивала сохранение штаб-квартиры клуба.

## Достижения

### Как игрок
- Чемпион Лиги Кариоки: 1912

### Как тренер
- Чемпион Лиги Кариоки: 1935

## Статистика
- Профиль на playmakerstats.com